# Epalpodes malloi
Epalpodes malloi är en tvåvingeart som beskrevs av Cortes och Campos 1971. Epalpodes malloi ingår i släktet Epalpodes och familjen parasitflugor. Inga underarter finns listade i Catalogue of Life.